# 佐野美和
佐野 美和（さの みわ、1966年12月16日 - ）は、日本の政治家、タレント、政治キャスター、エッセイスト、防災士。株式会社チェリーブロッサムインターナショナル代表取締役、西山美術館副館長。

## 来歴・人物
東京都八王子市出身。東京都立片倉高等学校卒業。帝京女子短期大学在学中、フジテレビ系列で放映されていた深夜番組「オールナイトフジ」のレギュラーメンバー「オールナイターズ」として出演。1992年、ミス日本に選ばれる（ファイナリスト）。その後、2年間TBSラジオのパーソナリティ、TBSラジオショッピングの放送作家として活動した。

### 市議会時代
1995年、28歳で八王子市議会議員選挙に立候補（無所属）。古い議会の空気を変え、市議会を活性化して八王子市政を向上させることを目標として掲げていた。元ミス日本が立候補することで注目を浴びたが、定数40人中、5位で当選。元祖「美しすぎる市会議員」とされた。市会議員は、2期6年間務めた。
2001年、東京都議会議員選挙に立候補したが、落選した。

### 政治キャスター

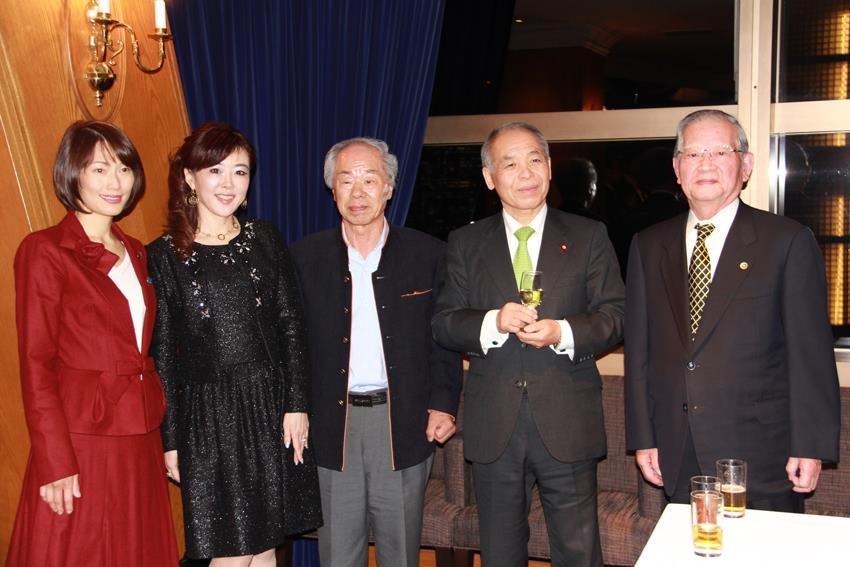
2013年12月20日、参議院議員丸川珠代（左端）、ナック名誉会長西山由之（中央）、新党大地代表鈴木宗男（右から2人目）らと

2002年からは、新聞や雑誌への執筆やテレビ番組への出演、広告代理店の経営、各地での講演活動を行っている。2006年からL0XX.TV「みわちゃんねる突撃永田町!!」で、メインキャスターをつとめている。現職の国会議員をゲストに招き、これまでにインタビューした議員は、麻生太郎、鳩山由紀夫、亀井静香、渡辺喜美など、総勢180名以上に達した。2010年からインターネットテレビ番組（ノーネスチャンネル）「ステイツマンの流儀」でも、国会議員をインタビューするキャスターを務めていた。
2011年10月からはUsteram配信で「会いに行ける国会議員　みわちゃんねる突撃永田町!!」で政治キャスターを務める。水曜日の18時に、毎回違う国会議員をゲストに生放送を続ける。3年で国会議員130人以上のインタビューを超え、前の番組と合わせて400人以上の国会議員にインタビューしている。

### その他
刊行物には、オールナイトフジ出演時代のイメージビデオ「セクシールージュ イン マカオ」（1988年）、八王子市議会議員選挙へ出馬する際の思いを語った著作「アタシ出るんです」（1999年）、DVD写真集「佐野美和 〜Sexy Butterfly〜」（2009年）がある。また、2010年にはCD「It for You〜いつの日にか好きといって〜」を発売し、歌手デビューした。このCD には「緋ぼたん桜」「セーラー服を脱いじゃってから」など、10曲が収録されている。東京秋葉原の特設ステージで、着物姿で「緋ぼたん桜」を歌ったときには、街行く人々の注目を集め、「アキバ文化に演歌。不思議な感じですが、みんなノリノリで聞いてくれて、うれしい」と語った。2014年には舞台「サー・トーマス ドッグマン フェルナンデス ダマスカスからの招待状4」に出演し、舞台女優デビューした。
スポーツを好み、ゴルフでは芸能人のゴルフ大会「叙々苑カップ」等にも出場することがある。2002年にはホノルルマラソンに参加し、5時間台で完走した記録を持つ。エアロビクス、ヨガ、料理が趣味。その他、防災士と金融知力インストラクターの資格を持っている。身長は160cm、血液型はA型である。
2018年6月24日からウェブサイト「フォーサイト」にて、タレント・参議院議員の藤原あきの評伝を連載している。

## 出演

### テレビ
- ザ・ワイド（日本テレビ・読売テレビ）
- サンデージャングル（テレビ朝日）
- 朝まで生テレビ!（テレビ朝日）
- 踊る!さんま御殿!!（日本テレビ）
- 太田光の私が総理大臣になったら…秘書田中。（日本テレビ）
- みわちゃんねる突撃永田町!!（LOXX.TV）
- 進め！電波少年（日本テレビ）1995年
- 1分間の深イイ話（日本テレビ）
2014年2月24日放送「美人は本当に幸せなのか?」の取材VTRに出演。
- 爆報! THE フライデー（TBS）2014年5月15日・9月19日放送

など

### ラジオ
- 思い出の歌（TBSラジオ　専属パーソナリティーだった1991年-1993年ごろ日曜朝放送の番組）
- 佐野美和アグリー（八王子エフエム 2021年10月-）

### 舞台
「サー・トーマス ドッグマン フェルナンデス ダマスカスからの招待状4」出演
2014年5月18日〜20日

### CM
- レオハウス

### DVD
- Sexy Butterfly（2009年、GPミュージアムソフト）

### CD
- It for You 〜いつの日にか好きといって〜（2010年、CHI-CHIレーベル）

## 著書
- あきれた、ふざけた地方議員にダマされない! （牧野出版 2015/04）ISBN 978-4-89500-186-1